# Lope de Stúñiga
Lope de Stúñiga, conegut també com Estúñiga o Zúñiga va ser un poeta  espanyol nascut el 1415 i mort a Toledo el 1465 als 50 anys.
Les seves composicions de caràcter polític, moral i amorós, figuren en diversos cançoners i encapçalen el  Cançoner de Stúñiga , compost en 1458.